# Ellen Preis
Ellen S. Müller-Preis (Charlottenburg, 6 maggio 1912 – Vienna, 18 novembre 2007) è stata una schermitrice austriaca, vincitrice di una medaglia d'oro e due di bronzo nella scherma ai giochi olimpici.